# Puente acuífero

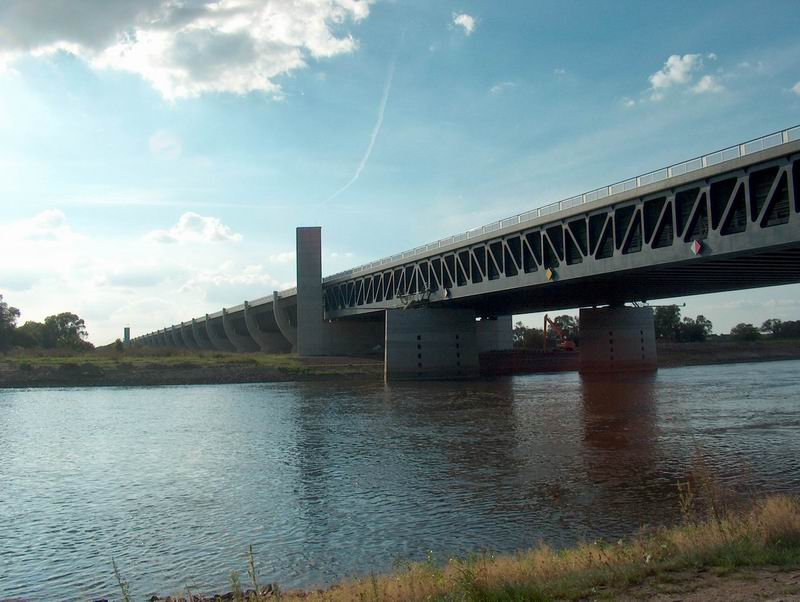
Puente de agua de Magdeburgo, Alemania, terminado en 2003, es el más largo de Europa.

Un puente canal, puente de agua o puente acuífero  es un tipo de puente que transporta un canal fluvial navegable que permite el transporte de barcos sobre obstáculos como ríos, valles, vías férreas o carreteras. En general, solo permiten el tráfico de pequeñas embarcaciones y barcazas. Comúnmente se utilizan esclusas para elevar y descender las naves.
Un puente canal difiere de un  acueducto en que este último tiene como fin transportar agua, mientras que el primero utiliza el agua sólo como un medio para la navegación. Los acueductos se conocen desde la antigüedad, casi desde el mismo momento en que nacieron las ciudades. Los puentes de agua nacieron mucho más tarde, en el siglo XVII, cuando comenzaron a desarrollarse las redes de canales para el transporte fluvial. Uno de los más importantes, con 662 m de longitud, fue construido en 1896 para que el Canal lateral al Loira cruzase el propio río Loira.

## Puentes-canales célebres

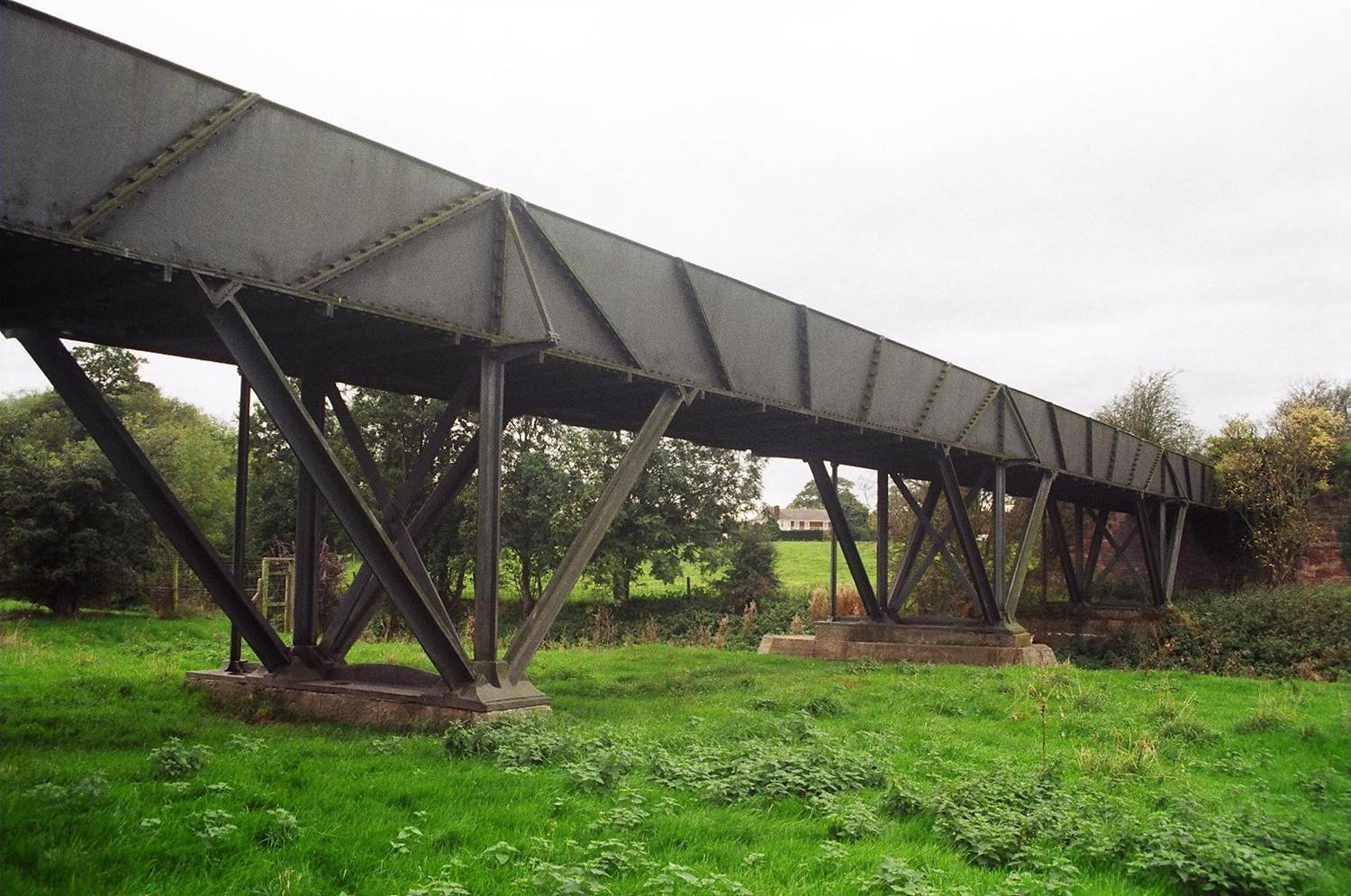
El Acueducto Longdon-on-Tern (1796) de fundición de hierro, hoy fuera de uso

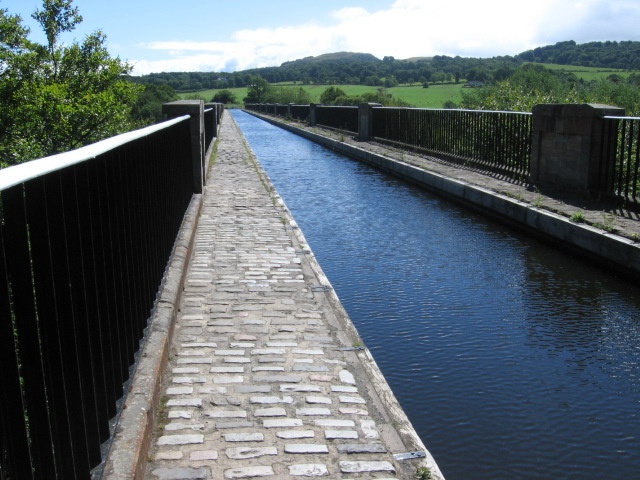
El acueducto Avon (1821)

Los primeros puentes-canal se construyeron en Francia en el siglo XVII durante la excavación del canal du Midi: el puente canal del Répudre, que aún se conserva, está clasificado como monumento históricos.
El puente de canal más largo de Europa, el puente canal de Magdeburgo, se encuentra en Alemania, en Magdeburgo, y conecta el importante Mittellandkanal sobre el río Elba con el canal de Elba-Havel. Tiene 918 m de largo y destronó en 2003 al puente canal de Briare en Francia que mantuvo este récord desde 1896 con 662 m.
Otros puentes-canal importantes son:
- El acueducto Holmes (1796) de Benjamin Outram de 13 m de largo y un único vano sobre el canal de Derby en Derby fue el primer acueducto de fundición de hierro navegable del mundo, algo anterior al acueducto Longdon-on-Tern (1796) de Thomas Telford, de 57 m, sobre el canal de Shrewsbury, descrito a veces como el primer acueducto navegable de fundición de hierro a gran escala del mundo. El acueducto de fundición de hierro más antiguo actualmente navegable es otro acueducto de Outram, el de Stakes en el canal estrecho de Huddersfield en Stalybridge, construido en 1801 para reemplazar una estructura original de cuatro arcos, construida en piedra, que había sido barrida en las inundaciones de agosto de 1799.

- El acueducto Pontcysyllte (1805), de 307 m, transporta el canal Llangollen sobre el valle del río Dee en el norte de País de Gales; fue diseñado por Thomas Telford e inaugurado en 1805. Domina el valle de en casi 40 m y es el puente canal más alto de Europa.[2] El mismo canal, que incluye una sección en túneles, cruza un segundo valle en el acueducto Chirk (1796-1801). Este canal navegable también suministra agua a la antigua ciudad de Crewe and Nantwich. Desde 2009, ha sido declarado Patrimonio de la Humanidad.[3]

- El Canal Union en Escocia tiene muchos acueductos, incluido el acueducto Slateford que lleva el canal sobre el Water of Leith, el acueducto Almond sobre el río Almond en Ratho, y el impresionante acueducto Avon sobre el río Avon. El Avon es el segundo acueducto más largo del Reino Unido.

- El acueducto de Agen (1849) en Francia tiene 539 metros de largo y lleva el canal del Garona a través del río Garona.

- El acueducto de Briare (1896) cerca de Châtillon-sur-Loire, Francia, lleva el Canal lateral del Loira en un canal de acero sobre el río Loira. Con 662 m, fue el acueducto de canal más largo del mundo durante un siglo.

- El acueducto giratorio de Barton (1894), en Barton upon Irwell, cerca de Mánchester, es un puente giratorio único en el mundo que lleva el canal de Bridgewater sobre el bajo canal marítimo de Mánchester.[4] Una sección de 234  71,3 m del acueducto gira 90 grados para permitir que los barcos pasen a lo largo del canal marítimo.

- Un acueducto cerca de Roelofarendsveen, Países Bajos (1961) lleva el canal de Ringvaart sobre la autopista A4 y el HSL-Zuid, que están situados sobre tierra, bajo el nivel del canal (y debajo del nivel del mar).
- El acueducto de Gouwe, cerca de Gouda en los Países Bajos, lleva el río Gouwe sobre la autopista A12, que está sobre tierra debajo del nivel del río.

- El naviducto Krabbersgat, Houtribdijk cerca de Enkhuizen, Países Bajos, es el único acueducto del mundo que también funciona como esclusa.

- En los últimos años, la construcción del acueducto del canal de Lichfield se topó con dificultades de construcción. El parlamento del Reino Unido aprobó una ley que impide que se construya una carretera en el camino de un canal que se está renovando sin proporcionar un túnel o acueducto para el tránsito del canal.

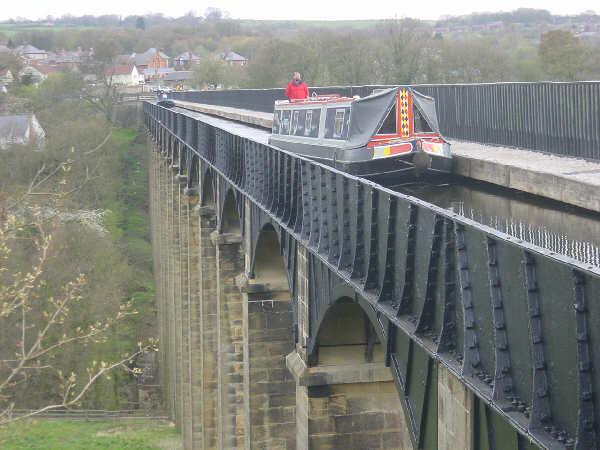
El acueducto Pontcysyllte (1805), en País de Gales, el más alto de Europa y declarado Patrimonio de la Humanidad
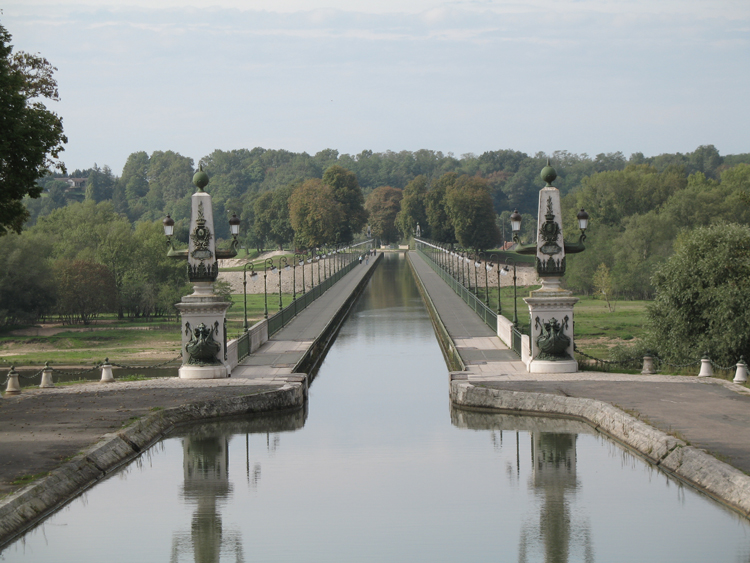
El puente canal de Briare  (1896), en Francia,  ha sido durante mucho tiempo el más largo del mundo.
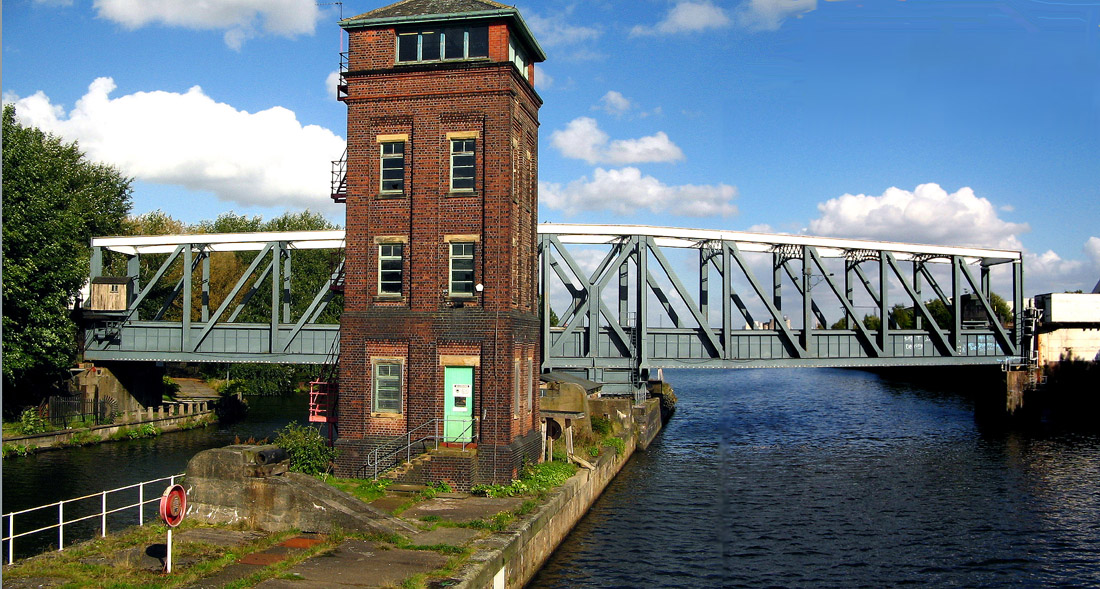
El puente canal giratorio de Barton (1894), en Inglaterra.
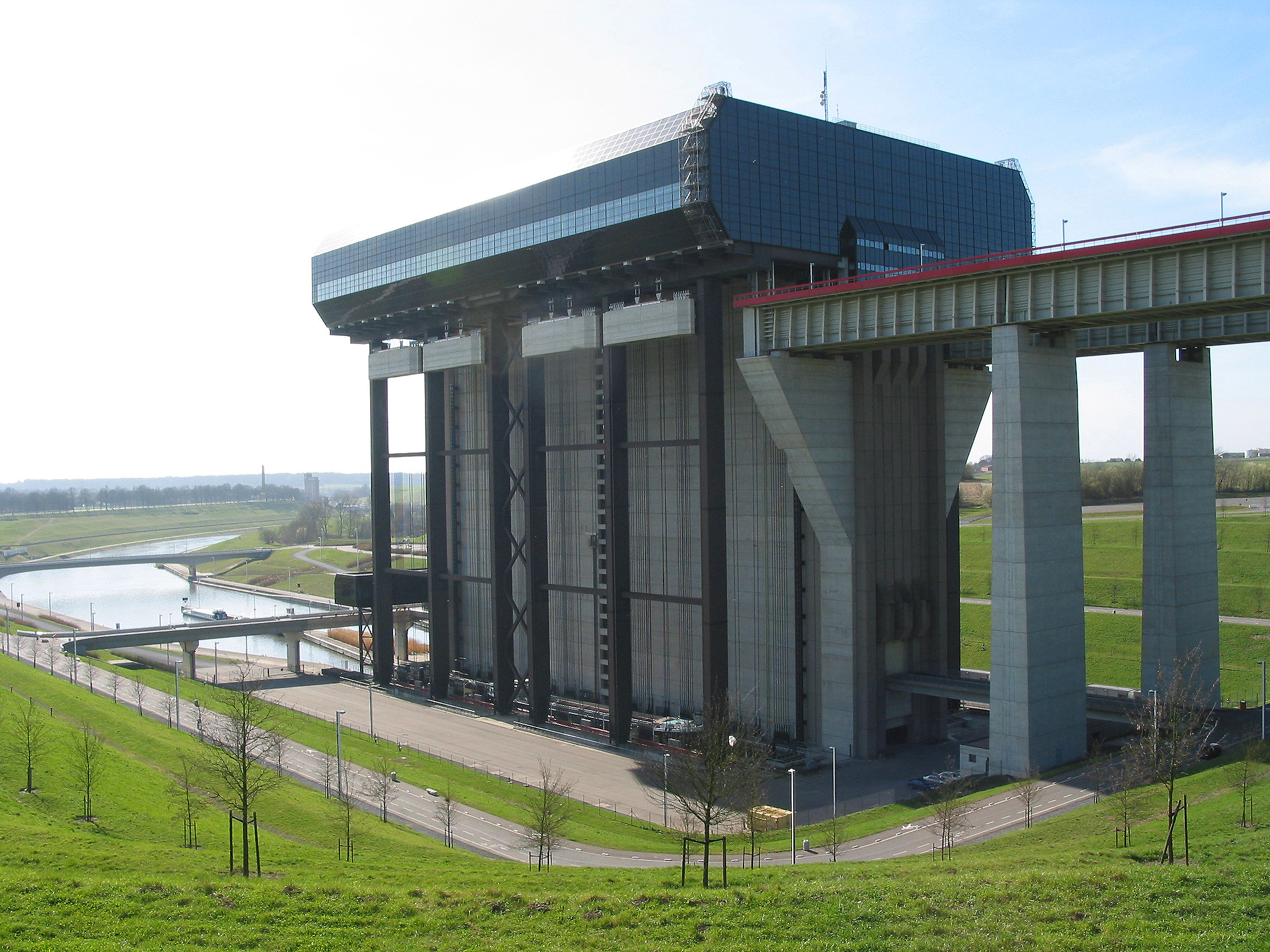
El puente canal del Sar (2002) que lleva al ascensor funicular de Strépy-Thieu en Bélgica.